# Hoplotarache caeruleopicta
Hoplotarache caeruleopicta là một loài bướm đêm trong họ Noctuidae.